# Ewa Jóźwiak
Ewa Jóźwiak (ur. 25 listopada 1963 w Olsztynie) – polska duchowna ewangelicko-reformowana, działaczka ekumeniczna, teolog, dziennikarka i redaktorka, doktor nauk teologicznych. 
Członkini Polskiej Rady Chrześcijan i Żydów oraz Wspólnoty Sumienia - Koalicji Wzajemnego Szacunku. 
Wnuczka ks. Jerzego Sachsa, proboszcza parafii ewangelicko-augsburskiej w Kaliszu, konseniora Diecezji Pomorsko-Wielkopolskiej Kościoła Ewangelicko-Augsburskiego w RP.
6 kwietnia 2024 roku została ordynowana na pastora jako trzecia kobieta w historii Kościoła Ewangelicko-Reformowanego w Polsce.

## Życiorys
Dzieciństwo spędziła w Kaliszu. W latach 1983–1988 studiowała w Akademii Teologii Katolickiej w Warszawie, w latach 1988–1990 w Instytucie Ekumenicznym Johanna Adama Möhlera w Paderborn. W 1990 uzyskała licencjat naukowy z teologii katolickiej w Akademii Teologii Katolickiej w Warszawie. W 2015 roku uzyskała stopień doktora nauk teologicznych na podstawie rozprawy pt. Polacy z wyboru. Proces polonizacji na przykładzie czterech pokoleń pastorów w rodzinie Sachsów obronionej na Chrześcijańskiej Akademii Teologicznej w Warszawie.
W latach 1986–1989 była członkiem redakcji kwartalnika Studia i Dokumenty Ekumeniczne, w latach 1989–1991 była asystentką redaktora naczelnego pisma Jednota. W latach 1991–1993 pracowała w Gazecie Stołecznej (dodatku do Gazety Wyborczej), w latach 1994–1999 była sekretarzem redakcji Katolickiej Agencji Informacyjnej. Od 2012 roku jest redaktorką naczelną pisma Jednota. Jest także konsultantką Redakcji Ekumenicznej II Programu TVP i współpracowniczką Redakcji Audycji Religijnych w Polskim Radiu.
Od 2002 jest członkiem Synodu Kościoła Ewangelicko-Reformowanego w RP, w latach 2004–2013 trzykrotnie była sekretarzem Synodu, od 2013 roku piastowała funkcję prezesa Synodu (jako pierwsza kobieta w historii). W 2015 została wybrana na kolejną kadencję 2016–2020, która z powodu pandemii przedłużyła się do 2021 roku. Od 2007 jest sekretarzem Komisji ds. Mediów Polskiej Rady Ekumenicznej.
Jako prezes Synodu kładła nacisk na kontakty ekumeniczne i ucieranie się poglądów w demokratycznej strukturze Synodu.
Uczestniczyła w I Europejskim Zgromadzeniu Ekumenicznym w Bazylei (1989), II Europejskim Zgromadzeniu Ekumenicznym w Grazu (1997) oraz III Zgromadzeniu Ogólnym Ekumenicznego Forum Chrześcijanek Europy w Yorku (1990).
W latach 1986–1989 była jednym z organizatorów młodzieżowych spotkań ekumenicznych w Kodniu.
Jest sygnatariuszką oświadczeń Wspólnoty Sumienia - Koalicji Wzajemnego Szacunku: "Oświadczenie w sprawie pandemii Covid-19", "Oświadczenie ws. pomocy uchodźcom na granicy polsko-białoruskiej", "Oświadczenie ws. antysemickiej demonstracji zorganizowanej w Kaliszu 11 listopada 2021 r.".

## Publikacje
Opublikowała książki: 
- Sachsowie – Polacy z wyboru, Wieluń 2017
- Osobno czy razem? Dążenia ekumeniczne w ewangelicyzmie polskim w XX wieku, Wydawnictwo Warto, Warszawa 2019, ISBN 978-83-63562-10-6.

Pod jej redakcją ukazały się publikacje: 
- Człowiek z Noyon. O Janie Kalwinie na łamach „Jednoty”, praca zbiorowa, (drugi redaktor: Krzysztof Urban), Biblioteka „Jednoty”, Warszawa 2009, ISBN 978-83-929269-8-6.
- Joanna Szczepankiewicz-Battek, Śladami braci czeskich i morawskich po Polsce, (publikacja wydana w trzech językach: polskim, czeskim i niemieckim), Biblioteka "Jednoty", Warszawa 2015, ISBN 978-83-929269-2-4.
- 500 lat reformacji w Polsce, praca zbiorowa (pozostali redaktorzy: Paweł Cieleląg, Agnieszka Godfrejów-Tarnogórska), Warszawa 2017, ISBN 978-83-7027-667-6.
- Ulryk Zwingli – teolog, humanista, reformator (drugi redaktor: Rafał Marcin Leszczyński), Wydawnictwo Naukowe ChAT, Warszawa 2020, ISBN 978-83-60273-60-9.
- Ulryk Zwingli, O wolności wyboru pokarmów, Biblioteka "Jednoty", Warszawa 2020, ISBN 978-83-929269-6-2.

Jest autorką licznych artykułów. Ważniejsze z nich w dziełach zbiorowych:
- Bogactwo bliskości Boga Jedynego. Z ks. Waldemarem Chrostowskim rozmawia Ewa Jóźwiak, w: Dzieci Soboru zadają pytania. Rozmowy o Soborze Watykańskim II – praca zbiorowa, Biblioteka „Więzi”, Warszawa 1996, ISBN 83-85124-02-0, s. 249–267.
- Bóg się nie powtarza. Z ks. Wacławem Hryniewiczem rozmawiają Ewa Jóźwiak i Teresa Terczyńska, w: Dzieci Soboru zadają pytania. Rozmowy o Soborze Watykańskim II - praca zbiorowa, Biblioteka „Więzi”, Warszawa 1996,  ISBN 83-85124-02-0, s. 131–153.
- Karmić się bogactwem bliskości Boga, w: Rozmowy o dialogu – praca zbiorowa, Oficyna Wydawnicza „Vocatio”, Warszawa 1996, ISBN 83-7146-059-7, s. 263–287.
- Katolicka Agencja Informacyjna o dialogu chrześcijańsko-żydowskim, w: Ja jestem Józef, brat wasz – praca zbiorowa, Oficyna Wydawnicza „Vocatio”, Warszawa 1998, ISBN 83-7146-132-1, s. 202-218.
- Urząd duchowny i ordynacja kobiet przeszkodą jedności Kościoła?, w: Słowo pojednania – praca zbiorowa, Biblioteka „Więzi”, Warszawa 2004, ISBN 83-88032-75-5, s. 471–481.
- Psalm jako pieśń Kościoła. Rola muzyki według Jana Kalwina, w: Człowiek z Noyon. O Janie Kalwinie na łamach „Jednoty” – praca zbiorowa, Biblioteka „Jednoty”, Warszawa 2009, ISBN 978-83-929269-8-6, s. 93–97.
- Człowiek modlitwy i miłości, w: Dziękczynienie za moc krzyża. W 100-lecie urodzin ks. konseniora Jerzego Sachsa, Wydawnictwo Ewangelik Pszczyński, Pszczyna 2011, ISBN 978-83-915652-6-1, s. 13–18. (Również zgromadzenie i opracowanie materiału do książki).
- Aspekt teologiczny orędzi i oświadczeń Kościołów ewangelickich w Polsce wobec dwóch totalitaryzmów, w: Kościoły chrześcijańskie w systemach totalitarnych, redakcja naukowa Jarosław Kłaczkow, Waldemar Rozynkowski, Wydawnictwo Adam Marszałek, Toruń 2012, ISBN 978-83-7780-333-2, s. 502–515.
- Zofia Sachs z domu Bursche i jej potomkowie, w: Rodzina Burschów. Opowieści o polskich ewangelikach, pod red. prof. Karola Karskiego i dr. Aleksandra Łupienki, Wydawnictwo Augustana, Bielsko Biała 2016, ISBN 978-83-62109-86-9, s. 194–217.